# Hillsong Church

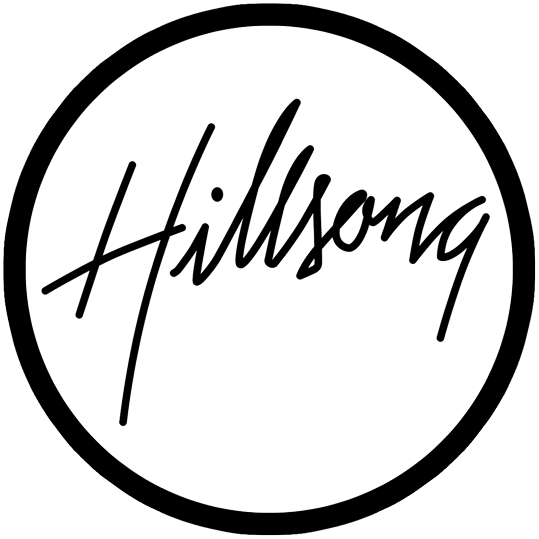
Logo der Hillsong Church

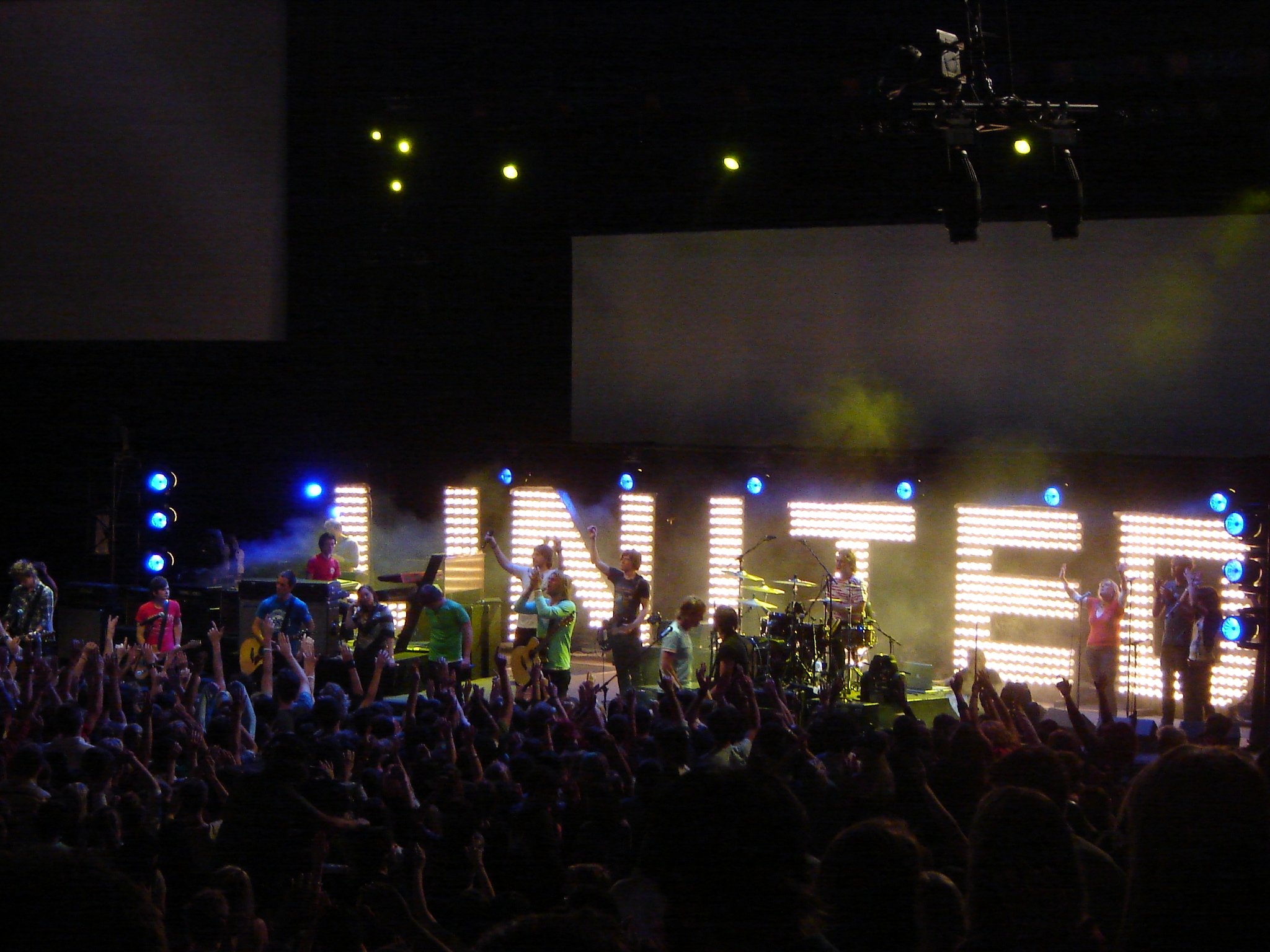
Show „Hillsong United“

Die Hillsong Church (ursprünglich Hills Christian Life Centre) ist eine 1983 vom pfingstlichen Pastor Brian Houston in Sydney (Australien) gegründete Megachurch. Eigenen Angaben zufolge hat sie allein in Australien über 21.000 Mitglieder, zahlreiche Tochtergemeinden in vielen Großstädten und etwa 150.000 wöchentliche Gottesdienstbesucher weltweit. Sie wird zur Pfingstbewegung gezählt und hat von Anfang an einen starken Akzent auf Worship mit Popmusik-Bands im Gottesdienst gelegt. Die angestellten Musiker haben viele Lieder selbst komponiert und die Bands Hillsong United, Hillsong Worship und Hillsong Young & Free geben zusätzlich Livekonzerte, die aufgenommen und weltweit übertragen werden. Da Hillsong zu Beginn in die Musikproduktion eingestiegen war, spielten auch kreative, ästhetische und unternehmerische Gesichtspunkte wie Marketing und Markenbildung eine wichtige Rolle. So generierte das Unternehmen im Jahr 2016 Einnahmen von 250 Millionen US-Dollars, davon knapp 100 Millionen allein in Australien. Das Hillsong-Lied What a Beautiful Name brachte es auf Spotify bis Januar 2025 auf 270 Millionen Aufrufe. In den Jahren 2020 bis 2022 wurden einige Unstimmigkeiten und Misstöne bekannt, und der Führung von Hillsong wurden unethisches Verhalten, Missbrauchsfälle und Korruption vorgeworfen.

## Name, Geschichte und Kritik
Seit 1999 trägt die Hillsong Church ihren heutigen Namen, er geht auf den Hills District im Norden Sydneys zurück. Davor trug sie den Namen Hills Christian Life Centre. Die Freikirche, die trotz konservativer Wertvorstellungen zeitgemäß alle technischen Möglichkeiten nutzt und jugendlich auftritt, war bis 2018 Mitglied der zur Pfingstbewegung gehörenden Australian Christian Churches, die früher zu den Assemblies of God gehörten. Von dieser Gemeinschaft spaltete sich Hillsong ab, offiziell wegen der Konflikte um die Ernennung neuer Pastoren. Beide Seiten betonten, dass die Abspaltung nicht aus theologischen Gründen erfolgt sei.
Nach einem schnellen Wachstum, der Gründung von mehr als 40 Tochtergemeinden in knapp 30 Ländern weltweit und einer hohen Publizität, insbesondere durch Justin Bieber und weitere bekannte Persönlichkeiten, ist Hillsong in den Jahren 2020 bis 2022 durch bekannt gewordenes Fehlverhalten von Pastoren, Rücktritte von Gemeindeleitern und durch Abspaltungen einiger Gemeinden aufgefallen.
Brian Houston trat im März 2022 als Kirchenoberhaupt zurück, nachdem sexuelle Übergriffe von seinem Vater Frank Houston und ihm selbst bekanntgeworden waren. Hillsong bezeichnete letzteres als „Verstösse gegen den pastoralen Verhaltenskodex“. Im australischen Parlament wurde Hillsong der Geldwäsche, Steuerhinterziehung, und der persönlichen Bereicherung leitender Pastoren und der Houston-Familie bezichtigt.
Natalie Moses, eine ehemalige Koordinatorin für Fundraising und Führung bei Hillsong seit 25. März 2020, wurde von der Kirche entlassen, weil sie sich angeblich weigerte bei illegalen Geldgeschäften mitzuwirken. Dabei ging es um Transaktionen für internationale Reisen und private Designerprodukte. Sie hat Hillsong angezeigt, weil die australischen Steuerbehörden getäuscht worden seien und sie diese Praktiken der Kirche für unehrlich hält.

## Internationale Verbreitung
Von Australien ausgehend wurden von 1992 bis 2018 weltweit über vierzig Tochtergemeinden in etwa dreißig Ländern mit dem Namen Hillsong gegründet:
- 1992 die Hillsong Church London, weitere Gemeinden entstanden in Leatherhead, Bermondsey, Guildford, Newcastle upon Tyne, Kent und in Oxford.
- 1992 Hillsong Kiew
- 2007 Hillsong Moskau
- 2008 Hillsong South Africa in Kapstadt, weitere Gemeinden entstanden in Johannesburg, Pretoria, Somerset West, Mitchells Plain, Gugulethu, Centurion und Stellenbosch.
- 2009 wurde die Passion Church in Hillsong Stockholm umbenannt, eine weitere Gemeinde entstand in Malmö.
- 2009 Hillsong Berlin
- 2010 die Hillsong NYC in New York, weitere Gemeinden entstanden in New Jersey, Phoenix, Los Angeles und San Francisco.
- 2011 die Hillsong Amsterdam, heute gibt es zwei Gemeinden in Amsterdam und eine in Rotterdam.
- 2011 die Hillsong Paris, weitere Gemeinden entstanden in Lyon, Massy und Marseille.
- 2011 wurde die Lakeside Church Konstanz eine Hillsong-Gemeinde, weitere Gemeinden entstanden in Düsseldorf und München.
- 2013 die Hillsong Copenhagen, eine weitere Gemeinde entstand in Aarhus.
- 2013 die Hillsong Barcelona gegründet, außerdem gibt es eine Gemeinde in Madrid.
- 2015 die Hillsong Buenos Aires, außerdem gibt es eine Gemeinde in São Paulo.
- 2015 der Hillsong Campus Zürich, außerdem gibt es eine Gemeinde in Genf.
- 2016 die Hillsong Bali.
- 2018 die Hillsong Israel in Tel Aviv.

International etablierte sich die Hillsong Church zudem durch die jährlichen Konferenzen Hillsong Conference, zu denen jährlich mehrere Zehntausend Menschen nach Sydney, London, Kiew, Stockholm und Amsterdam reisen, sowie durch Albenverkäufe und christliche Veranstaltungen und Gottesdienste. Nach eigenen Angaben wurde die Freikirche 2009 wöchentlich von mehr als 20.000 Gläubigen besucht, zehn Jahre später waren es bereits um die 150.000 Teilnehmende. Allein in New York City trafen sich etwa 8.000 mehrheitlich junge Personen zum Gottesdienst.
Hillsong Germany ist für den ganzen deutschen Sprachraum zuständig, für Deutschland, die Schweiz und Österreich. Im Jahr 2023 waren an sechs Standorten 33 Personen festangestellt, es gab 392 freiwillige Mitarbeiter, 1673 Mitglieder und das Spendenvolumen betrug 3,1 Millionen Euro.

## Musik
Die Hillsong Church wurde international vor allem durch ihre Musikgruppen sowie ihre Fernsehsendungen bekannt. Das Hillsong-Fernsehprogramm wird in mehr als 160 Ländern gesehen. Namhafte Mitarbeiter sind die Gründer und Pastoren Brian Houston und seine Frau Bobbie, die internationale Koordinatorin Christine Caine und Musiker wie Darlene Zschech, David Reidy, Reuben Morgan, Joel Houston, Marty Sampson, Brooke Fraser, Miriam Webster, Mia Fieldes, Steve McPherson und Jonathon Douglass.
Hillsong Music stand mehrfach mit verschiedenen Alben an der Spitze der australischen Charts.
Ende der 1980er Jahre veröffentlichte Hillsong erste Musikalben. Bekannt wurde Hillsong vor allem durch ihr erstes Livealbum The Power of Your Love (1992). Ende der 1990er Jahre gab es Gemeinschaftsprojekte der Jugendarbeit von Hillsong und der australischen Jugendbewegung Youth Alive, bis mit Hillsong United eine eigene CD-Serie gestartet wurde. Hillsong United wird von Joel Houston geleitet, der mit seiner Band auf Konferenzen und Tourneen in vielen Ländern unterwegs ist. Seit 2004 gibt es mit Hillsong Kids auch eine Produktionsreihe für Kinder. Einige Hillsong-Musiker haben auch Soloalben herausgebracht.
Die Tochtergemeinden von Hillsong in London und Kiew veröffentlichten eigene Aufnahmen. 2004 veröffentlichte Hillsong London ihre erste CD unter dem Titel Shout God’s Fame, für die Natasha Bedingfield einige Lieder schrieb und sang. 2006 wurde die zweite CD mit dem Titel Jesus Is in Zusammenarbeit mit Matt Redman aufgenommen. Im Oktober 2008 erschien die dritte CD zusammen mit einer DVD unter dem Titel Hail to the King, die von Peter Wilson produziert wurde.
Heute ist Hillsong einer der größten Namen in der Worship-Musik. Mit Hillsong Worship (ehemals Hillsong Live), Hillsong United und Hillsong Young & Free gibt es zurzeit drei international bekannte und erfolgreiche Bands.

## Theologie
Die Hillsong Church Deutschland ist Mitglied im Bund Freikirchlicher Pfingstgemeinden. Die Glaubensbasis der Kirche ist pfingstlich und evangelisch ausgerichtet, die theologischen Grundaussagen wie Trinität und Abendmahl entsprechen denen anderer Freikirchen dieses Bundes.

## Diskografie
Studioalben

| Jahr                      | Titel                 | Höchstplatzierung, Gesamtwochen, AuszeichnungChartplatzierungen (Jahr, Titel, Platzierungen, Wochen, Auszeichnungen, Anmerkungen) | Höchstplatzierung, Gesamtwochen, AuszeichnungChartplatzierungen (Jahr, Titel, Platzierungen, Wochen, Auszeichnungen, Anmerkungen) | Höchstplatzierung, Gesamtwochen, AuszeichnungChartplatzierungen (Jahr, Titel, Platzierungen, Wochen, Auszeichnungen, Anmerkungen) | Höchstplatzierung, Gesamtwochen, AuszeichnungChartplatzierungen (Jahr, Titel, Platzierungen, Wochen, Auszeichnungen, Anmerkungen) | Höchstplatzierung, Gesamtwochen, AuszeichnungChartplatzierungen (Jahr, Titel, Platzierungen, Wochen, Auszeichnungen, Anmerkungen) | Anmerkungen                                                |
| Jahr                      | Titel                 | AU | CH | UK | US | Christ | Anmerkungen                                                |
| ------------------------- | --------------------- | --- | --- | --- | --- | --- | ---------------------------------------------------------- |
| als Hillsong United       |                       | | | | | |                                                            |
|                           |                       | | | | | |                                                            |
| 2007                      | All of the Above      | AU6 (7 Wo.)AU | — | — | US60 (3 Wo.)US | Christ1 (37 Wo.)Christ | Erstveröffentlichung: 17. März 2007                        |
| 2011                      | Aftermath             | AU4 Gold · (7 Wo.)AU | — | — | US17 (5 Wo.)US | Christ1 (37 Wo.)Christ | Erstveröffentlichung: 15. Februar 2011 Verkäufe: + 35.000  |
| 2013                      | Zion                  | AU1 Gold · (5 Wo.)AU | — | UK55 (1 Wo.)UK | US5 Gold · (39 Wo.)US | Christ1 (514 Wo.)Christ | Erstveröffentlichung: 22. Februar 2013 Verkäufe: + 542.500 |
| 2015                      | Empires               | AU1 (11 Wo.)AU | — | UK34 (1 Wo.)UK | US5 (16 Wo.)US | Christ1 (102 Wo.)Christ | Erstveröffentlichung: 26. Mai 2015                         |
| 2017                      | Wonder                | AU4 (8 Wo.)AU | — | — | US21 (4 Wo.)US | Christ1 (185 Wo.)Christ | Erstveröffentlichung: 9. Juni 2017                         |
| 2022                      | Are We There Yet?     | — | — | — | — | Christ18 (7 Wo.)Christ | Erstveröffentlichung: 29. April 2022                       |
| als Hillsong Worship      |                       | | | | | |                                                            |
|                           |                       | | | | | |                                                            |
| 1988                      | Spirit and Truth      | — | — | — | — | — | Erstveröffentlichung: 1988                                 |
| 1990                      | Show Your Glory       | — | — | — | — | — | Erstveröffentlichung: 1990                                 |
| 2019                      | Hay Más               | — | — | — | — | — | Erstveröffentlichung: 16. August 2019                      |
| 2019                      | Awake                 | AU3 (4 Wo.)AU | CH30 (1 Wo.)CH | — | US39 (1 Wo.)US | Christ1 (89 Wo.)Christ | Erstveröffentlichung: 11. Oktober 2019                     |
| 2020                      | Take Heart (Again)    | — | — | — | — | Christ33 (1 Wo.)Christ | Erstveröffentlichung: 30. Oktober 2020                     |
| als Hillsong Young & Free |                       | | | | | |                                                            |
|                           |                       | | | | | |                                                            |
| 2018                      | III                   | AU12 (2 Wo.)AU | — | — | US131 (1 Wo.)US | Christ2 (30 Wo.)Christ | Erstveröffentlichung: 29. Juni 2018                        |
| 2019                      | III (Studio Sessions) | — | — | — | — | — | Erstveröffentlichung: 5. April 2019                        |
| 2019                      | III (Reimagined)      | — | — | — | — | Christ41 (1 Wo.)Christ | Erstveröffentlichung: 6. September 2019                    |

### Externe, kritische Weblinks
- Isabel Frahndl: Was die Promi-Kirche Hillsong in Wien macht, Website wienerzeitung.at (24. Januar 2025, mit vielen Quellenangaben).
- Kyra Funk: Toxic Church - Die Hillsong-Story. Podcast mit 8 Folgen (März/April 2023).
- Kyra Funk, Jonathan Sachse: Megakirche Hillsong: Das Geschäft mit dem Glauben. Correctiv vom 10. Mai 2023.
- Philipp Greifenstein: Hillsong: Willkommen in der Hölle? Über alte und neue Skandale ist der Gründer der Hillsong Church Brian Houston gestolpert. Eine neue Doku erzählt vom Aufstieg der globalen Marke Hillsong – und ihren Opfern, Website https://eulemagazin.de/hillsong-willkommen-in-der-hoelle/ 31. März 2022 (abgerufen am 6. Juni 2023).
- Elle Hardy: Hillsong and the life of Brian. The Hillsong founder lost control, first of his judgement, then of his authority and finally of his church itself – now, on criminal trial, he’s desperate to control his story. The Monthly vom 1. Februar 2023.
- Benjamin Kanthak: Justin Bieber und die Hipster-Kirche. Fünf Fragen zur Hillsong Church. PULS Radio vom 28. Juli 2017.
- Johanna Scabell: Gottesdienst im Backstage. Hillsong – Moderne Hipster-Kirche oder konservative Sekte? M94.5 der Mediaschool Bayern vom 17. März 2020.
- Jörn Schumacher: Hipster-Kirche wird zur Skandal-Kirche. Die Dokumentation „Hillsong: A Megachurch Exposed“ zeichnet das Bild einer Mega-Church, die durch die altbekannten Versuchungen Sex und Geld ins Strudeln geriet, Website pro-medienmagazin.de 16. April 2022 (abgerufen am 6. Juni 2022).